# Steenakker (heuvel)
De Steenakker is een heuvel in het Heuvelland gelegen nabij Merkelbeek in het zuiden van de Nederlandse provincie Limburg.